# Reichlingia annae
Reichlingia annae is een spinnensoort uit de familie van vogelspinnen (Theraphosidae). De soort komt voor in Belize.